# Karnawał jazzowy z Wicharym
Karnawał jazzowy z Wicharym – pierwszy długogrający album nagrany przez Zespół Jazzowy Zygmunta Wicharego. W prowadzonej przez niego orkiestrze grało w latach 50. i 60. XX wieku znanych polskich muzyków. 
W sierpniu 1960, gdy (przez dwie noce) w sali warszawskiej Filharmonii nagrywana była ta płyta, wokalistką zespołu była jeszcze Elisabeth Charles (która współpracowała z Wicharym od stycznia 1956).
10-calowy album wydany został w 1961 przez Polskie Nagrania „Muza” (potem wydawany również przez pionkowski Pronit) z numerem katalogowym L 0318 (numery matryc na stronie a: W-668 i W-669).

## Lista utworów
Strona A
| 1. | „Can't Help Loving That Man” (Jerome Kern, Oscar Hammerstein II) śpiew – Elisabeth Charles |  |
|    |                                                                                            |  |
| 2. | „O sole mio” swing (Eduardo di Capua - Z. Wichary)                                         |  |
|    |                                                                                            |  |
| 3. | „Somebody Stole My Girl” swing (Leo Wood) śpiew – Elisabeth Charles                        |  |
|    |                                                                                            |  |
| 4. | „Czarna kawa” fox dixie (Bronisław Gęsikowski)                                             |  |
|    |                                                                                            |  |
Strona B
| 5. | „Sing, Sing, Sing” fox swing (Louis Prima) śpiew – Elisabeth Charles                               |  |
|    | |  |
| 6. | „Dixieland na temat Marsza torreadora z op. „Carmen” (Georges Bizet, Z. Wichary)                   |  |
|    | |  |
| 7. | „On the Sunny Side of the Street” swing (Jimmy McHugh, Dorothy Fields 1) śpiew – Elisabeth Charles |  |
|    | |  |
| 8. | „Beale Street Blues” swing dixie (W.C. Handy 2)                                                    |  |
|    | |  |
1 na naklejkach pierwszych wydań płyty podano błędnie: J. Stine; 2 na naklejce podano błędnie: Beole Street Blues, J. Johnson. Późniejsze wydania (np. eksportowe do ZSRR) mają już właściwe napisy